# Bastille
Bastille («Бастиль») — праздничные торжества в Санкт-Петербурге, посвящённые Дню взятия Бастилии.
Проводятся ежегодно, на территории пляжа архитектурного ансамбля «Петропавловская крепость», садах и парках Санкт-Петербурга. В рамках торжеств проводятся концерты, выступления, выставки, спортивные соревнования, кулинарные проекты.
В 2006 году в рамках торжеств «Bastille-2006» на Крестовском острове прошёл концерт Оливье Кер-Урио и других музыкантов, национальные игры — петанк и стрельба из арбалетов, парад барабанщиков, шествие с факелами. В 2008 году в рамках торжеств «Bastille-2008» у Петропавловской крепости проводится концерт музыкального коллектива «Sergent Garcia» Бруно Гарсиа, играющего латиноамериканскую музыку в сочетании с направлениями музыки крупных городов (хип-хоп, афробит), традиционные игры по петанку, чемпионат по кикеру, художественная выставка.